# マイケル・チミノ
マイケル・チミノ（Michael Cimino、1939年2月3日 - 2016年7月2日）は、アメリカ合衆国の映画監督、脚本家、映画プロデューサー、著作家である。

## 経歴
1939年、ニューヨークのイタリア系アメリカ人の家庭に生まれる。1956年、ロングアイランドのウェストバリー高校を卒業。チミノはミシガン州立大学に入学し、グラフィック・アートを専攻した。同大学には3年間だけ在籍し、イェール大学に入学。在学中の1962年には陸軍予備役に入隊している。
イェール大学卒業後はマンハッタンで広告業界の仕事に就き、TVコマーシャルの監督として名を馳せた。
1971年、ロサンゼルスに移り住み、脚本家に転身する。ダグラス・トランブル監督の『サイレント・ランニング』（1972年）とクリント・イーストウッド主演の『ダーティハリー2』（1973年）の2作品の脚本を書く（いずれも共作）。
1974年、クリント・イーストウッド主演の『サンダーボルト』で監督デビューを果たす。1978年、ベトナム戦争に材をとった『ディア・ハンター』で、アカデミー監督賞を受賞。
1980年、『天国の門』を監督。しかし、撮影日数の超過やセットの組み直し、作中では重要ではない機関車の調達などを行い、製作費が4400万ドルにまで達し、興行収入は350万ドルを切る莫大な赤字を出した。結果、製作のユナイテッド・アーティスツが倒産する「映画災害」を引き起こした。以降数年間映画界から干されることになる。
1985年、ディノ・デ・ラウレンティスの制作で『イヤー・オブ・ザ・ドラゴン』を監督する。2001年、初の小説『Big Jane』をガリマール出版社より出版する。2012年の第69回ヴェネツィア国際映画祭において、「ペルソール2012賞」を受賞したほか、『天国の門』のデジタルリマスター版が上映された。
2016年7月2日、自宅で逝去したことが発表された。死亡日時や死因は不明。77歳没。

## 映像作品

### 監督
- サンダーボルト Thunderbolt and Lightfoot（1974年）
- ディア・ハンター The Deer Hunter（1978年）
- 天国の門 Heaven's Gate（1980年）
- イヤー・オブ・ザ・ドラゴン Year of the Dragon（1985年）
- シシリアン The Sicilian（1987年）
- 逃亡者 Desperate Hours（1990年）
- 心の指紋 The Sunchaser（1996年）
- 翻訳不要 No Translation Needed（2007年） - オムニバス『それぞれのシネマ』の一編

### 脚本
- サイレント・ランニング Silent Running（1972年）
- ダーティハリー2 Magnum Force（1973年）
- 戦争の犬たち The Dogs of War（1981年、ノンクレジット）[10]

## 書籍
- Big Jane（2001年）
- Conversations en miroir（2003年） - Francesca Pollockとの共著

## 関連書籍
- 遠山純生『マイケル・チミノ読本』boid、2013年。ISBN 978-4-9904938-6-8。